# Heiligengeistkirche (Klagenfurt am Wörthersee)

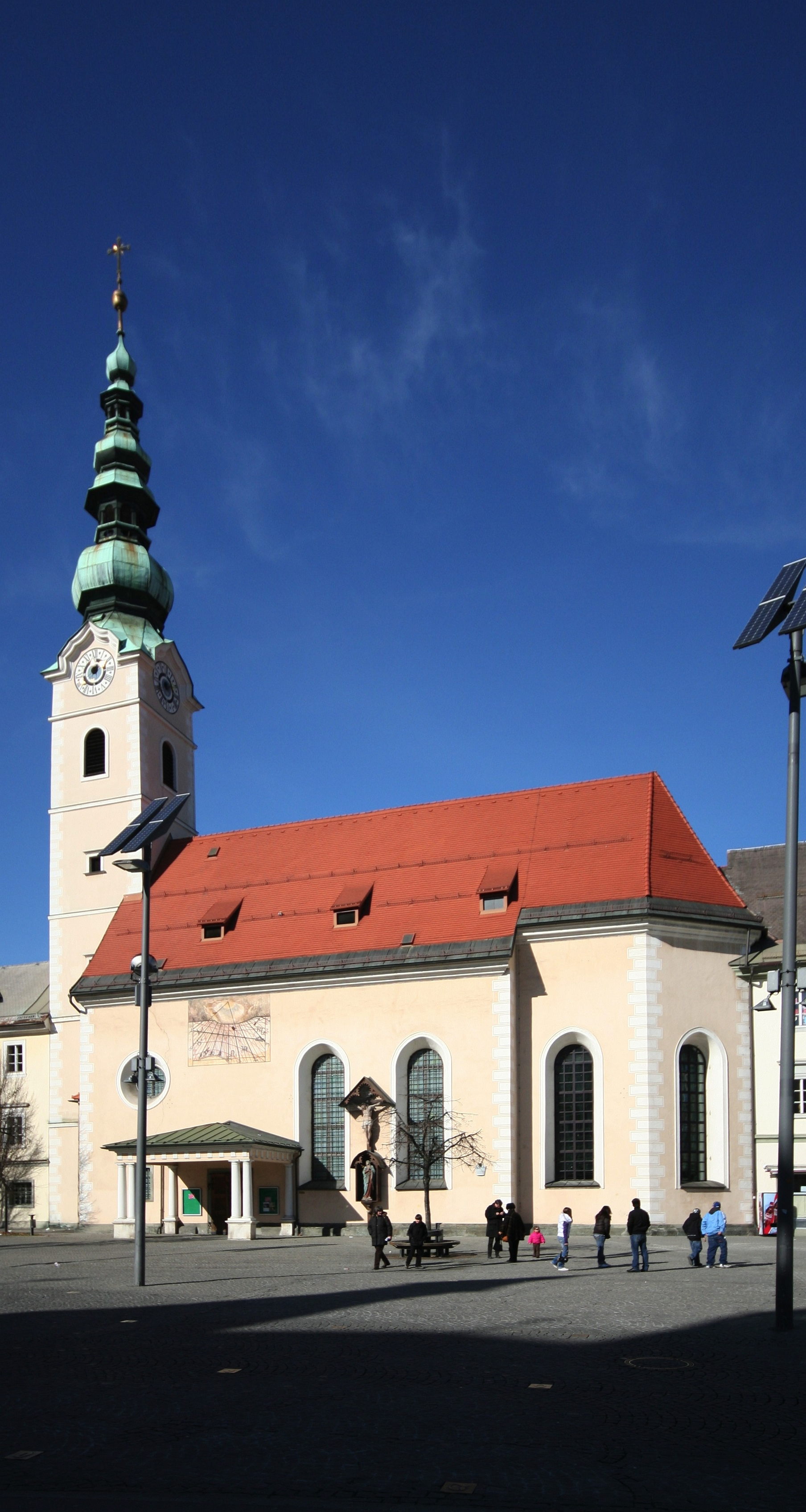
Ansicht der Heiligengeistkirche vom Heiligengeistplatz

Die Heiligengeistkirche in Klagenfurt am Wörthersee ist eine zur römisch-katholischen Pfarre St. Egid gehörende Filialkirche. Sie befindet sich am Heiligengeistplatz am westlichen Rand der Innenstadt.

## Geschichte
Die Heiligengeistkirche wurde erstmals 1355 urkundlich erwähnt. 1381 wurde sie zusammen mit einem Friedhof und Spital erwähnt. Zwischen 1563 und der Gegenreformation 1600 diente sie als protestantisches Bethaus, 1582 wurde die Kirche umgebaut. Von 1630 bis 1639 erfolgte ein weitgehender Neubau bzw. Umbau durch den Baumeister Adam Kolerig, von dem auch die Kreuzberglkirche stammt. Die anschließende Weihe erfolgte durch Bischof Leonhard von Lavant. Die Landstände beriefen 1670 die Ursulinen nach Klagenfurt und übergaben ihnen die Kirche, 1674 erfolgte die Grundsteinlegung zum Kloster, das vier Jahre später geweiht wurde. Während der französischen Besatzung 1809/1810 dienten Kloster und Kirche unter anderem als Pferdestall und Lager. Bis 1848 befand sich die Kirche im Eigentum der Kärntner Landstände und wurde 1849 von den Ursulinen übernommen. Schäden entstanden 1681 durch einen Turmbrand; 1723 beim Stadtbrand brannte die ganze Anlage ab, im Zweiten Weltkrieg wurde die Kirche durch Bomben beschädigt. Restaurierungen erfolgten 1886, 1928, 1932 und 1960.

## Baubeschreibung

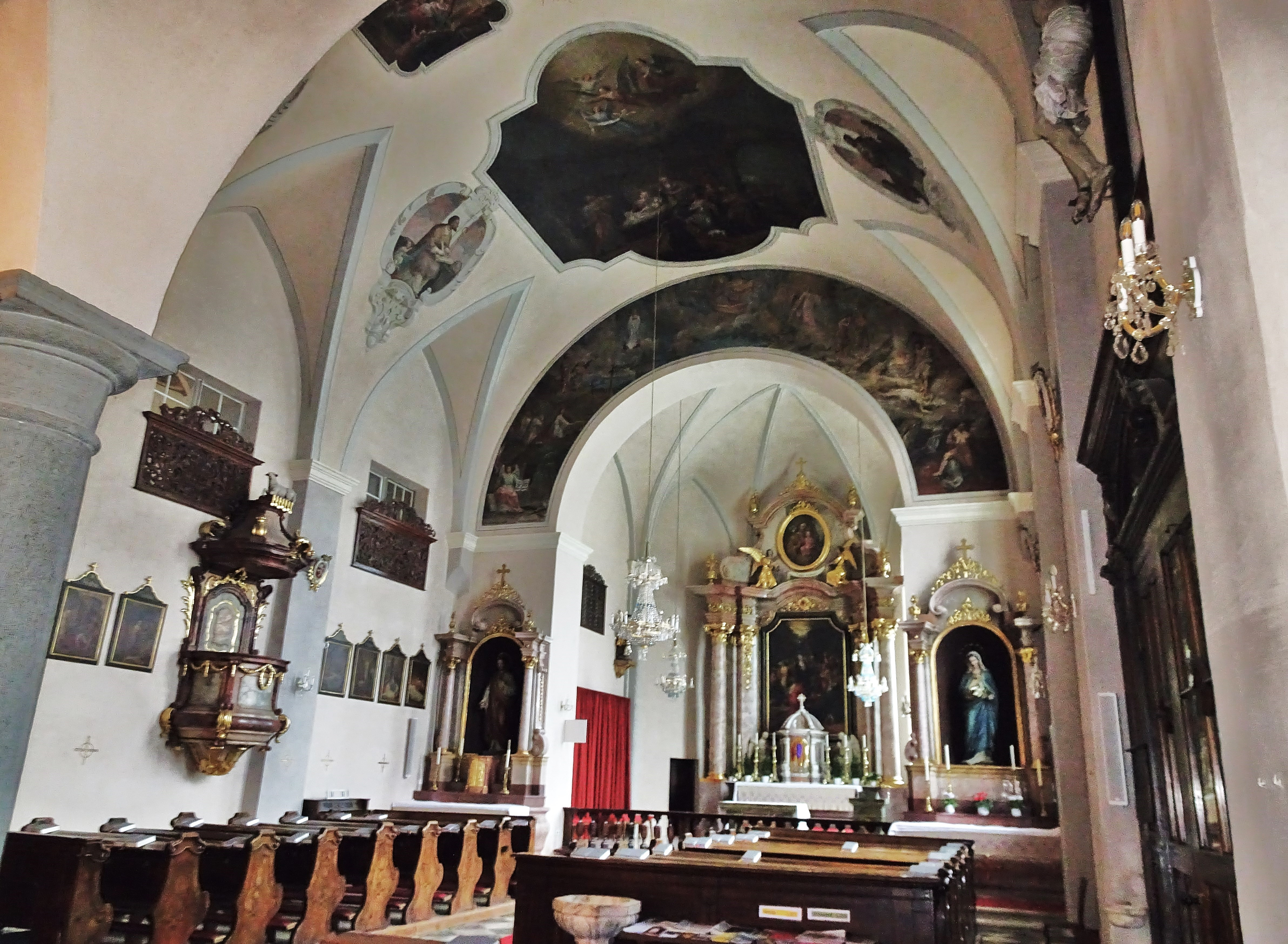
Innenansicht der Kirche

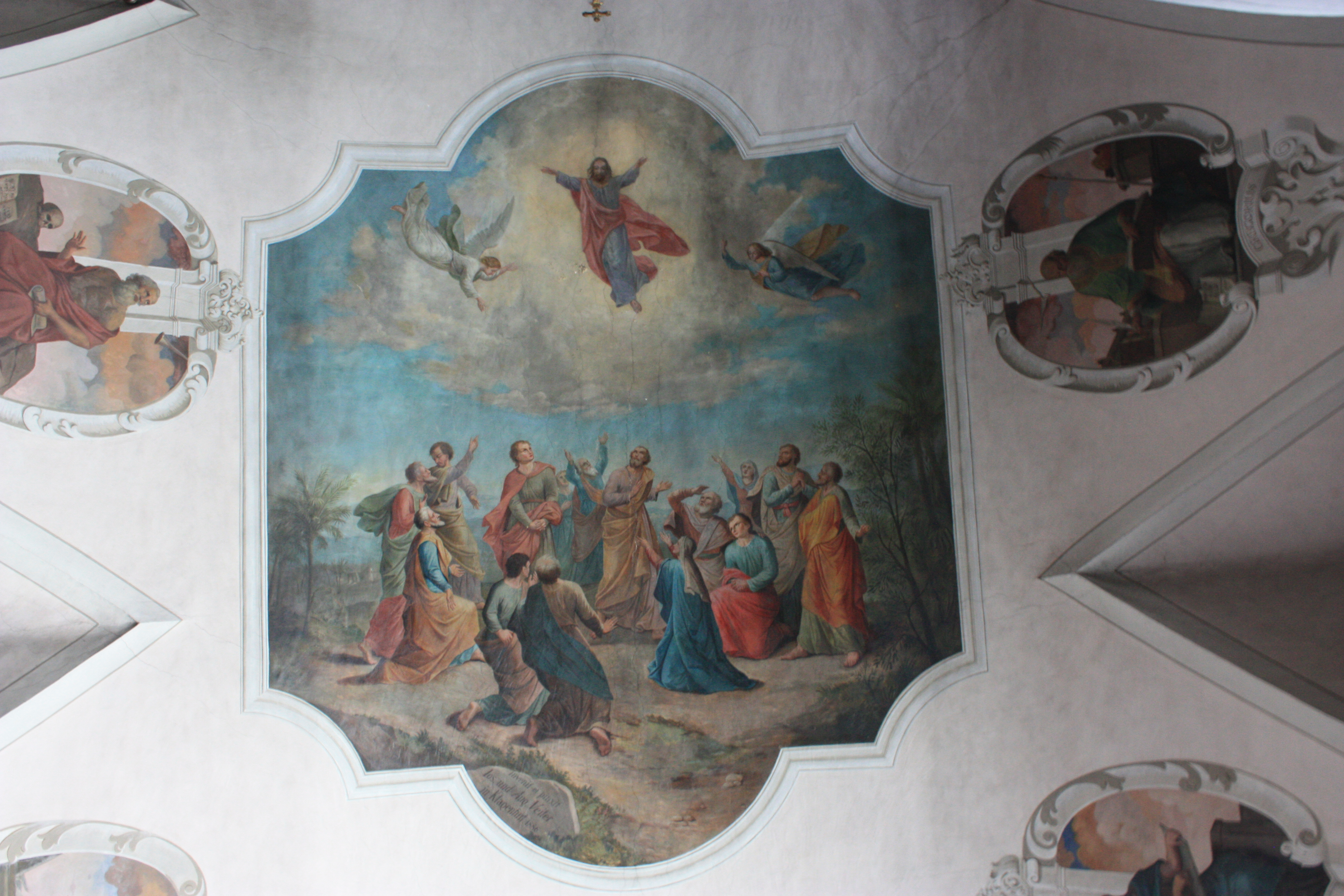
Deckengemälde Christi Himmelfahrt (1886)

Die Kirche ist in den Klosterbau aus dem 17. Jahrhundert integriert, die Schauseite ist dementsprechend die zum Heiligengeistplatz weisende südliche Langseite. Die Kirche ist im Kern gotisch, jedoch stark barock überprägt. Der Westturm trägt einen gegliederten Zwiebelhelm. Die vier zum Platz weisenden Fenster, jeweils zwei im Schiff und im Chor, stammen aus der Gotik und wurden im Barock vergrößert, westlich gibt es ein Rundfenster. Das in der Südseite befindliche Hauptportal besitzt einen klassizistischen Vorbau (ca. 1800) mit Doppelsäulen, 2014 wurde das Portal durch Werner Hofmeister umgestaltet.
Das Innere ist eine einschiffige Halle mit vier Jochen, das Tonnengewölbe mit Stichkappen ruht auf Pilastern. Die Orgelempore über einem Kreuzgewölbe trägt reichen Akanthusdekor und stammt von 1710. Der Chor ist nur wenig gegenüber dem Schiff eingezogen und besitzt einen 5/8-Schluss. Sein Kreuzrippengewölbe ruht auf Runddiensten.
Das Gewölbe des Schiffes trägt zwei große Gemälde von Josef und August Veiter von 1886: die Geburt Christi und Christi Himmelfahrt. In den Zwickeln befinden sich Bilder von Propheten und Kirchenvätern. An der Triumphbogenwand befinden sich Szenen aus der Schöpfungsgeschichte.

### Wappen
An den Pilastern im Inneren der Kirche befinden sich sechs Wappen (je drei an der Süd- bzw. Nordwand):
- Abt von Ossiach
- Sichel von Oberburg
- Freiherr von Staudach
- Graf Grottenegg
- Graf Orsini-Rosenberg
- Kärntner Wappen

### Gedenktafeln
An der Südwand befinden sich vier Gedenktafeln. Eine davon erinnert an Päpstlichen Hausprälaten Josef Kadras.

## Einrichtung

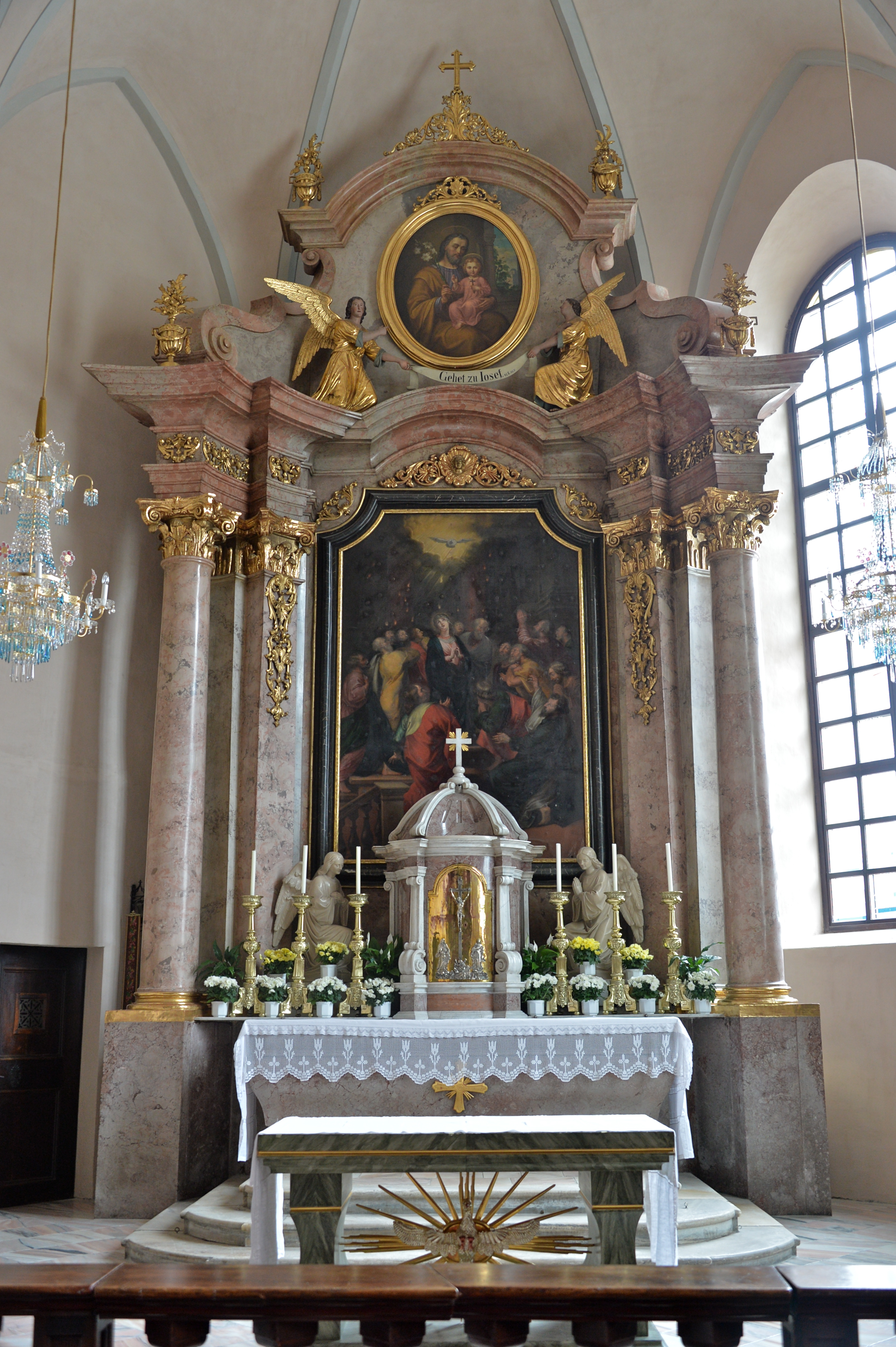
Der Hochaltar

Der Hochaltar stammt von 1776 und besitzt Säulen und Pilaster aus Stucco lustro. Das Altarblatt zeigt das Pfingstwunder und wurde 1635 von Lorenz Glaber auf Kupferplatten gemalt. Im Altaraufsatz befindet sich ein ovales Bild, das den hl. Josef mit Kind zeigt. Der Tabernakel ist tempelförmig, trägt ein Kupferdach und besteht aus Stucco lustro. Der Golddekor des Hochaltars besteht aus Rocaille und Blütengehängen, und vermischt Spät-Rokoko mit Neubarock. Die beiden Seitenaltäre vom Ende des 18. Jahrhunderts sind gleichartig und zeigen die Herz-Jesu- bzw. Marienfigur in einem Schrein. Die Kanzel, ebenfalls um 1776 entstanden, trägt Rokokodekor. Auf dem Schalldeckel befindet sich das Buch mit sieben Siegeln, das göttliche Lamm und zwei Putten.
Die im Turm befindliche Kreuzkapelle beherbergt einen kleinen, an Ornamenten reichen Altar, dessen Kreuzigungsbild Josef Ferdinand Fromiller zugeschrieben wird.
An den Wänden befinden sich mehrere barocke Einzelfiguren (Erzengel Raphael, hl. Michael, hl. Johannes Nepomuk). Die Betbänke tragen Intarsiendekor und stammen von 1740.

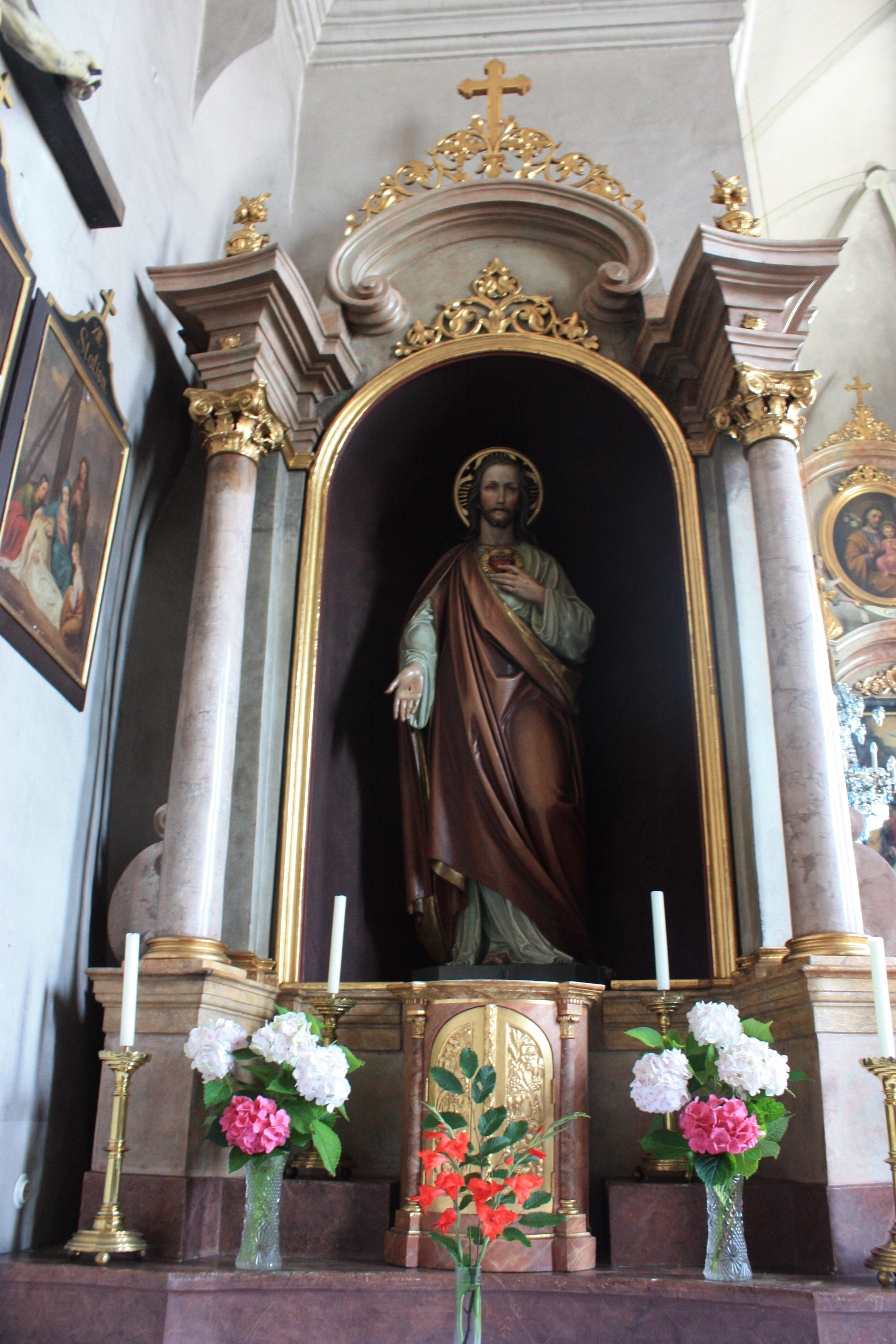
Herz-Jesu-Altar
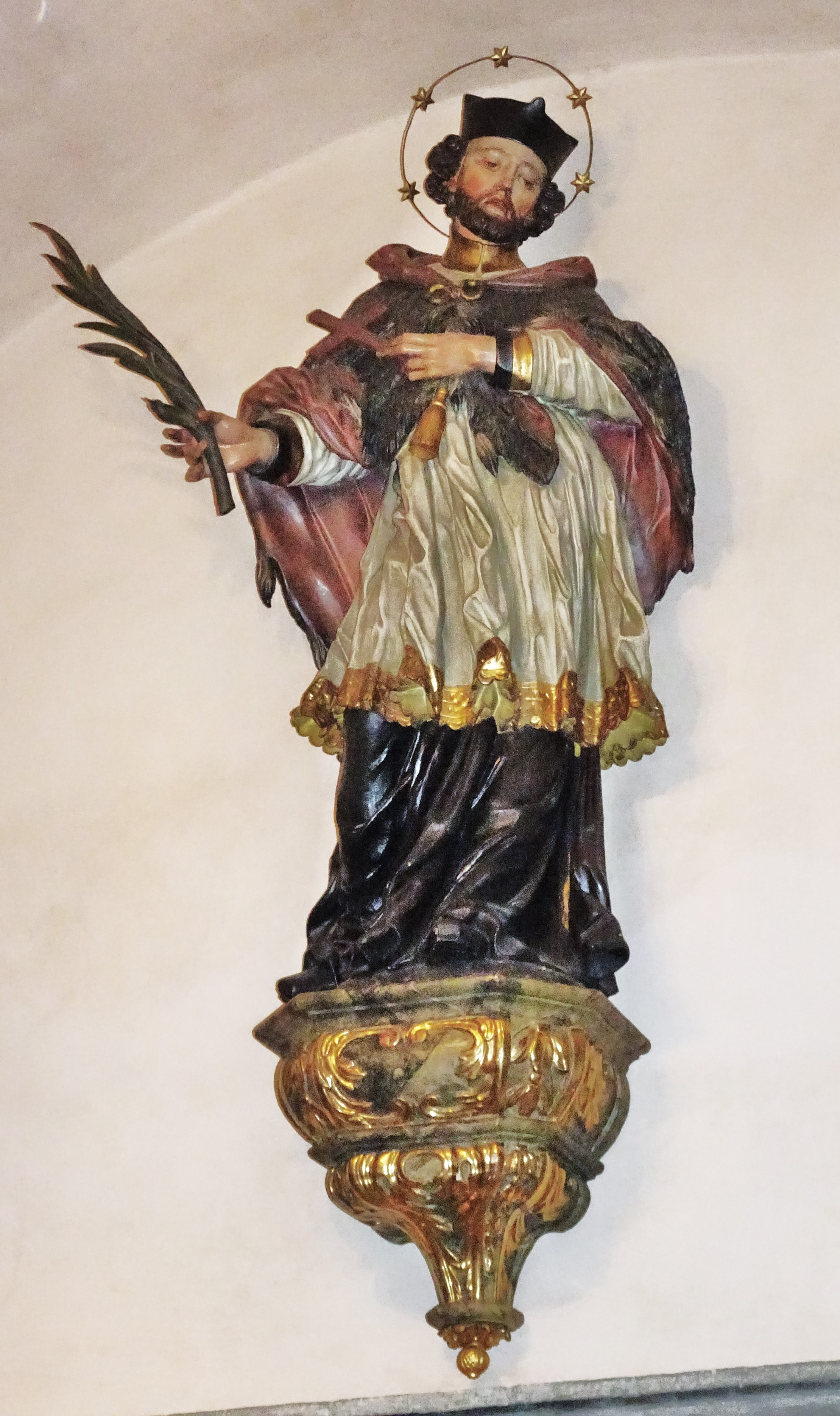
Konsolstatue des hl. Nepomuk